# Estado da Judeia

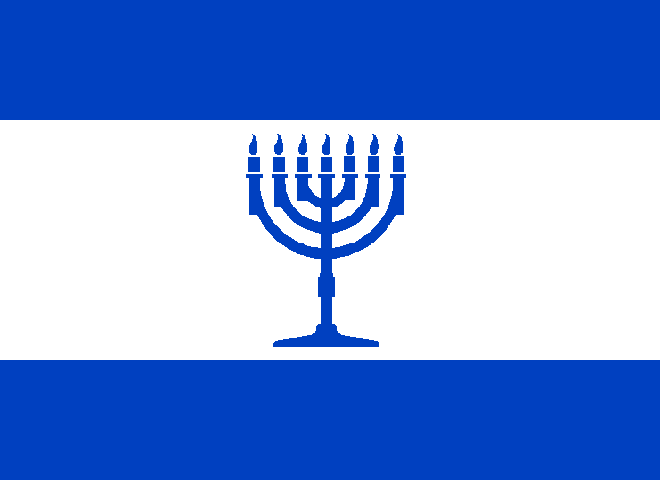
Bandeira do Estado da Judeia

O Estado de Judeia (em hebraico : מְדִינַת יְהוּדָה, Medinat Yəhuda) é um estado haláchico proposto na Cisjordânia apresentado por colonos judeus israelenses. Após a OLP declarou a existência de um Estado palestino em 1988, alguns ativistas dos colonos temiam que a pressão internacional iria levar Israel a retirar-se da Cisjordânia e tentou lançar as bases de um Estado judeu ortodoxo a Cisjordânia se isso é cumprido. Em janeiro de 1989, várias centenas de ativistas se encontraram e anunciaram sua intenção de criar um Estado se Israel se retirasse.
A ideia foi reavivado após o plano de retirada unilateral, que resultou na remoção forçada de colonos judeus de Gaza pelo exército israelense em 2005. Em 2007, Shalom Dov Wolpe sugeriu a criação de um novo Estado na Cisjordânia, na caso da retirada israelense.